# Чемпионат Европы по плаванию в ластах 1993
15-й чемпионат Европы по плаванию в ластах прошёл в Москве с 16 по 23 августа 1993 года.

## Медалисты

### Мужчины
| Дисциплина         | Золото                                                                                 | Золото   | Серебро                                                                       | Серебро  | Бронза                                                                     | Бронза   |
| ------------------ | -------------------------------------------------------------------------------------- | -------- | ----------------------------------------------------------------------------- | -------- | -------------------------------------------------------------------------- | -------- |
| 50 м, ныряние      | Олег Ананьев · Украина                                                                 | 16.05    | Давид Ланди · Италия                                                          | 16.21    | Станислав Предко · Украина                                                 | 16.35    |
| 50 м, в ластах     | Сергей Ахапов · Россия                                                                 | 17.01    | Давид Ланди · Италия                                                          | 17.26    | Андрей Горбунов · Россия                                                   | 17.39    |
| 100 м, в ластах    | Сергей Ахапов · Россия                                                                 | 36.85    | Константин Кудряев · Россия                                                   | 38.55    | Давид Ланди · Италия                                                       | 38.62    |
| 200 м, в ластах    | Константин Кудряев · Россия                                                            | 1:25.59  | Сергей Ахапов · Россия                                                        | 1:26.31  | Максим Шевелев · Россия                                                    | 1:28.89  |
| 400 м, в ластах    | Константин Кудряев · Россия                                                            | 3:06.61  | Алексей Смирнов · Украина                                                     | 3:09.98  | Михаил Чернов · Россия                                                     | 3:12.35  |
| 800 м, в ластах    | Алексей Смирнов · Украина                                                              | 6:37.86  | Михаил Чернов · Россия                                                        | 6:42.68  | Сергей Ахапов · Россия                                                     | 6:52.18  |
| 1500 м, в ластах   | Михаил Чернов · Россия                                                                 | 12:47.07 | Алексей Смирнов · Украина                                                     | 12:53.04 | Евгений Яковлев · Украина                                                  | 13:10.46 |
| 100 м, в акваланге | Олег Ананьев · Украина                                                                 | 35.03    | Анатолий Натэй-Голенко · Россия                                               | 36.58    | А. Пальве · Финляндия                                                      | 36.65    |
| 400 м, в акваланге | Андрей Диденко · Россия                                                                | 2:55.07  | Александр Зубрич · Россия                                                     | 2:56.39  | Алексей Смирнов · Украина                                                  | 3:04.29  |
| 800 м, в акваланге | Андрей Диденко · Россия                                                                | 6:08.29  | Александр Зубрич · Россия                                                     | 6:22.06  | Алексей Смирнов · Украина                                                  | 6:25.42  |
| эстафета 4×100 м   | Андрей Горбунов · Анатолий Натэй-Голенко · Константин Кудряев · Сергей Ахапов · Россия | 2:30.49  | Алексей Смирнов · Евгений Яковлев · Станислав Предко · Олег Ананьев · Украина | 2:37.43  | Лука Тонелли · Андреа Манджерини · Роберто Фиоруччи · Давид Ланди · Италия | 2:41.43  |
| эстафета 4×200 м   | Максим Максимов · Анатолий Натэй-Голенко · Сергей Ахапов · Константин Кудряев · Россия | 6:00.99  | Станислав Предко · Евгений Яковлев · Олег Ананьев · Алексей Смирнов · Украина | 6:05.89  | П. Борек · Мартин Бочински · Алес Черовски · Камиль Марсалек · Чехия       | 6:09.71  |

### Женщины
| Дисциплина         | Золото                                                                        | Золото   | Серебро                                                             | Серебро  | Бронза                                                              | Бронза   |
| ------------------ | ----------------------------------------------------------------------------- | -------- | ------------------------------------------------------------------- | -------- | ------------------------------------------------------------------- | -------- |
| 50 м, ныряние      | Лариса Бутенко · Россия                                                       | 18.63    | Зузана Мандикова · Чехия                                            | 19.40    | Ольга Моисеева · Россия                                             | 19.46    |
| 50 м, в ластах     | Лариса Бутенко · Россия                                                       | 19.96    | Ольга Моисеева · Россия                                             | 21.53    | З. Мандикова · Чехия                                                | 21.68    |
| 100 м, в ластах    | Лариса Бутенко · Россия                                                       | 43.62    | Ольга Моисеева · Россия                                             | 45.71    | Кристина Нурк · Эстония                                             | 45.81    |
| 200 м, в ластах    | Ирина Егорушкина · Россия                                                     | 1:38.04  | Ольга Моисеева · Россия                                             | 1:38.57  | Кристина Нурк · Эстония                                             | 1:39.61  |
| 400 м, в ластах    | Мириам Виллетт · Франция                                                      | 3:30.67  | Ирина Егорушкина · Россия                                           | 3:32.88  | Ольга Моисеева · Россия                                             | 3:34.24  |
| 800 м, в ластах    | Ирина Егорушкина · Россия                                                     | 7:20.43  | Мириам Виллетт · Франция                                            | 7:21.73  | Наталья Музыченко · Россия                                          | 7:23.68  |
| 1500 м, в ластах   | Елена Степанова · Россия                                                      | 14:03.86 | Мириам Виллетт · Франция                                            | 14:11.48 | Наталья Музыченко · Россия                                          | 14:15.26 |
| 100 м, в акваланге | Лариса Бутенко · Россия                                                       | 40.91    | Наталья Дячкина · Россия                                            | 41.40    | Эльжбета Краковяк · Польша                                          | 43.64    |
| 400 м, в акваланге | Наталья Дячкина · Россия                                                      | 3:17.89  | Юлия Семенченко · Украина                                           | 3:22.42  | Юлия Соболева · Россия                                              | 3:25.26  |
| 800 м, в акваланге | Наталья Дячкина · Россия                                                      | 6:54.82  | Юлия Соболева · Россия                                              | 6:59.25  | Эльжбета Краковяк · Польша                                          | 7:11.14  |
| эстафета 4×100 м   | Лариса Бутенко · Ольга Моисеева · Ирина Егорушкина · С. Кудряшова · Россия    | 3:03.87  | Селин Карел · А. Пелотт · Элоди Шуаньо · Мириам Виллетт · Франция   | 3:07.60  | Юлия Резник · Е. Звакина · Юлия Семенченко · Оксана Бойко · Украина | 3:08.01  |
| эстафета 4×200 м   | С. Кудряшова · Ольга Моисеева · Наталья Музыченко · Ирина Егорушкина · Россия | 6:41.78  | Юлия Резник · Е. Звакина · Юлия Семенченко · Оксана Бойко · Украина | 6:52.99  | Селин Карел · А. Пелотт · Элоди Шуаньо · Мириам Виллетт · Франция   | 7:01.27  |